# Brighton (Terranova y Labrador)
Brighton es un pueblo canadiense situado en la provincia de Terranova y Labrador.

## Superficie
Brighton tiene una superficie de 2,26 km².

## Demografía
En 2021, tenía 163 habitantes, una densidad poblacional de 72,2 hab./km², y 97 viviendas.